# Isole Abaco
Le Isole Abaco si trovano nelle Bahamas del nord e comprendono le principali isole del Grande Abaco e del Piccolo Abaco.

## Storia
All'inizio le Isole Abaco erano abitate dai Lucaiani. I primi coloni di origine europea erano lealisti in fuga dalla Rivoluzione americana, arrivati nel 1783, come nel caso delle isole Cat. Questi coloni lealisti facevano una vita modesta recuperando relitti, costruendo piccole imbarcazioni di legno e praticando un'agricoltura di base.

### Periodo Spagnolo e Pre-Colombiano
Gli abitanti originari delle Bahamas prima dell'arrivo degli europei sono stati i Lucaiani. Erano un ramo dei taínos che originariamente abitavano la maggior parte delle isole dei Caraibi.
I Lucaiani furono i primi indigeni incontrati da Cristoforo Colombo nelle Americhe.
Gli spagnoli ridussero in schiavitù i Lucaiani nel giro di pochi anni dopo l'arrivo di Cristoforo Colombo. Già nel 1520 erano stati del tutto eradicati dalle isole Bahamas. Dopo lo sterminio dei Lucaiani non si ha notizia di insediamenti permanenti nelle Bahamas per circa 130 anni.
La Spagna rivendicò le Bahamas dopo la scoperta di Colombo, pur mostrando poco interesse verso di esse. L'esploratore italiano Amerigo Vespucci ha trascorso quattro mesi ad esplorare le Bahamas nel biennio 1499-1500.
La prima mappa di Juan de la Cosa del Nuovo Mondo, stampata nel 1500, mostra le Isole Abaco con il nome Habacoa.

### Età coloniale britannica
Nell'estate del 1783 circa 1500 lealisti lasciarono New York e si trasferirono nelle Abaco. Progettarono e costruirono la città di Carleton, probabilmente l'attuale Hope Town. Dispute sulla cattiva gestione della distribuzione del cibo portarono alla fondazione della città rivale di Maxwell, nei pressi di Marsh Harbour. I conflitti tra abitanti scontenti e pubblici ufficiali divennero una costante nella vita dell'isola. Gli isolani iniziarono la coltivazione del Gossypium barbadense, una specie di cotone, nel 1785. Altri insediamenti nell'isola erano Green Turtle Cay, Man-o-War Cay, e Sandy Point..

### Indipendenza delle Bahamas
Mentre nel giugno del 1971, il Primo Ministro delle Bahamas, Lynden Pindling, annunciò l'indipendenza del suo governo dalla Gran Bretagna, il Gran Consiglio delle Abaco (GCA) si opponeva a questa decisione, ed il mese successivo inviò una petizione alla Regina Elisabetta II, chiedendole che il piccolo arcipelago diventasse un territorio "completamente autonomo ed autosufficiente" sotto giurisdizione britannica. Nell'agosto dello stesso anno, il governo inglese rifiutò di considerare la richiesta.
Nelle elezioni del mese successivo, il Partito Liberale Progressista, favorevole all'indipendenza, ottenne una forte e decisiva maggioranza in parlamento, sebbene nelle Isole Abaco la maggioranza era decisamente meno marcata, e riuscì dunque a vincere solo uno dei due seggi assegnati, mentre l'altro fu vinto da Errington Watkins, membro del Movimento Nazionale Libero, contrario ad un'indipendenza così affrettata. Il Gran Consiglio delle Abaco inviò comunque i suoi rappresentanti alle discussioni tenutasi a Londra a partire da dicembre 1971 per preparare la bozza della nuova costituzione delle Bahamas, con l'obiettivo di tenere una conferenza separata, ma gli inglesi si rifiutarono nuovamente di considerare l'indipendenza delle Abaco separatamente da quella delle Bahamas nel loro insieme. Il GCA accettò questo veto e si disciolse alla fine dell'anno successivo.
Errington Watkins, parlamentare del Movimento Nazionale Libero eletto nella circoscrizione Abaco-Marsh Harbour, effettuò un secondo tentativo di appello al governo britannico, ed inviò una seconda petizione firmata da metà degli elettori delle Isole Abaco nel maggio 1973. Il parlamentare inglese Ronald Bell, mostrò interesse per la sua causa e introdusse un emendamento che avrebbe escluso le Abaco dal disegno di indipendenza delle Bahamas, ma fu sconfitto in entrambe le camere del Parlamento Britannico.
Un ultimo tentativo di indire un referendum per l'indipendenza delle Abaco venne respinto dall'Assemblea delle Bahamas nel giugno 1973.. Il 10 Luglio 1973 le Bahamas, comprese le Isole Abaco, diventano indipendenti.
In questo contesto, nell'agosto 1973, il Movimento per l'Indipendenza delle Abaco (in inglese AIM o Abaco Independence Movement) venne fondato da Chuck Hall e Bert Williams, il cui obiettivo era ottenere l'autodeterminazione per le Isole Abaco, rendendo le Bahamas uno stato federale.
I due cercarono sostegno negli Stati Uniti, ed ottennero l'appoggio del finanziere Michael Oliver e del mercenario e mercante di armi Mitchell WerBell. Quest'ultima alleanza si rivelò molto deleteria per il movimento, sul quale venne gettato il sospetto di star organizzando un'insurrezione armata.
La fine del movimento fu sostanzialmente segnata dalla vittoria del Partito Liberale Progressista alle elezioni generali del 1977.

### Uragano Dorian
Il 1º settembre 2019, alle 16:45 UTC, l'uragano Dorian ha colpito l'arcipelago a partire da Elbow Cay con venti di 295 km/h. L'uragano ha provocato la distruzione o il danneggiamento del 75% delle abitazioni presenti sull'isola.
Il costo totale dei danni provocati dall'uragano nelle Bahamas è stato di 3,4 miliardi di dollari, provocando 70 vittime secondo i dati ufficiali, sebbene si ipotizzi che più di 600 immigrati privi di documenti potrebbero essere annegati a causa del disastro. L'uragano Dorian è stato il secondo uragano di categoria 5 sulla scala Saffir-Simpson a colpire le isole dopo l'uragano del 1932, che aveva a sua volta causato notevoli danni e devastazioni.

## Demografia
La popolazione delle isole ammonta circa a 13 000 abitanti. L'insediamento principale e capitale del distretto è Marsh Harbour. La popolazione è composta per il 50% da neri e per il 50% da bianchi.
Oltre a Marsh Harbour sorgono alcuni insediamenti minori, come Cherokee Sound, Coopers Town, Crossing Rock, Green Turtle Cay, Hope Town, Little Harbour, Rocky Point, Sandy Point, Sp ring City, Treasure Cay, Wilson City e Winding Bay.
Attorno al Grande Abaco sorgono alcune isole coralline, dette cay. Molte di queste sono popolari tra i turisti che visitano l'arcipelago. Degne di nota sono Castaway Cay, Elbow Cay, Tilloo Cay, the Grand Cays, Great Guana Cay, Man-O-War Cay, Green Turtle Cay, Moore's Island e Walker's Cay.

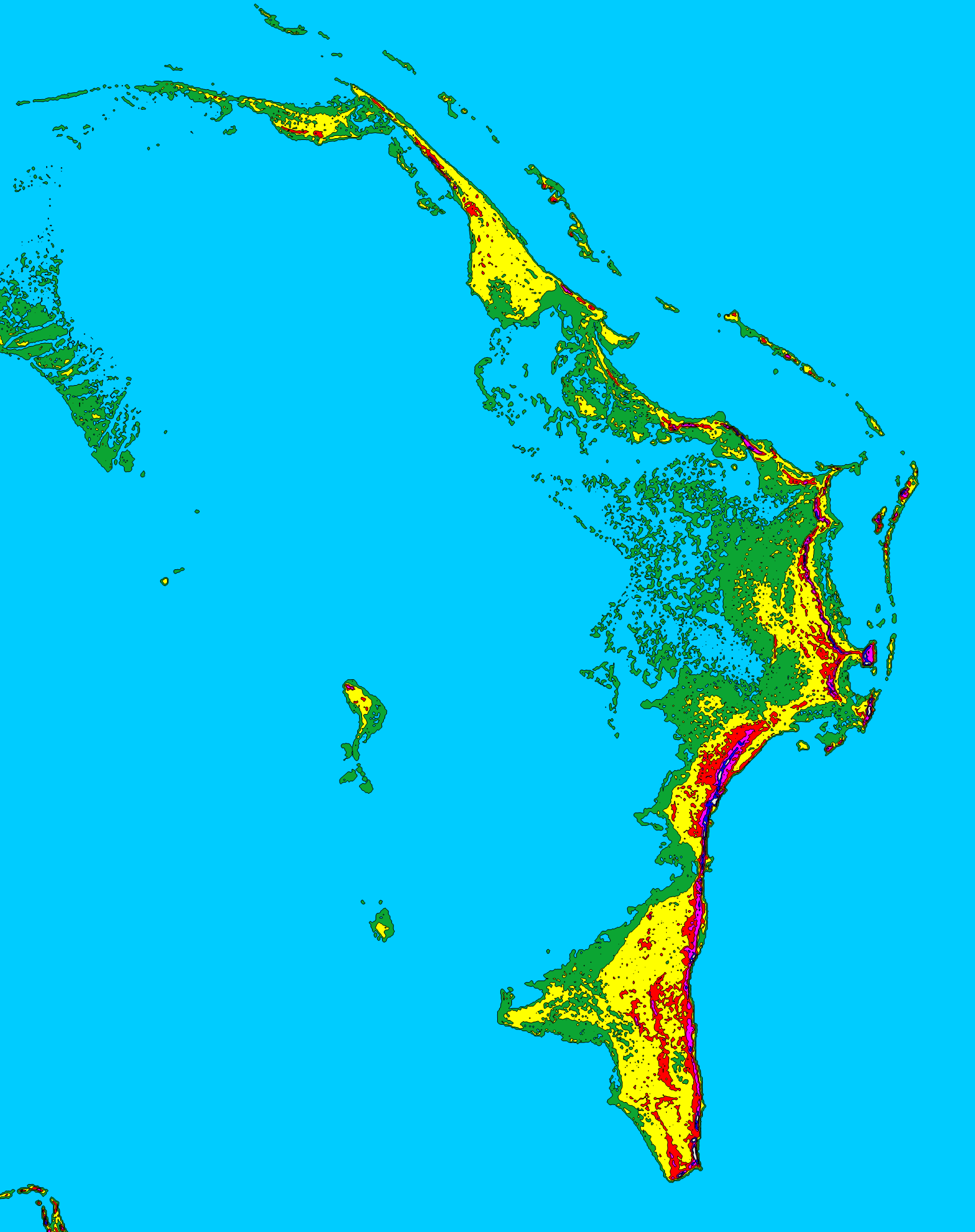
Cartina fisica delle Abaco

## Attività

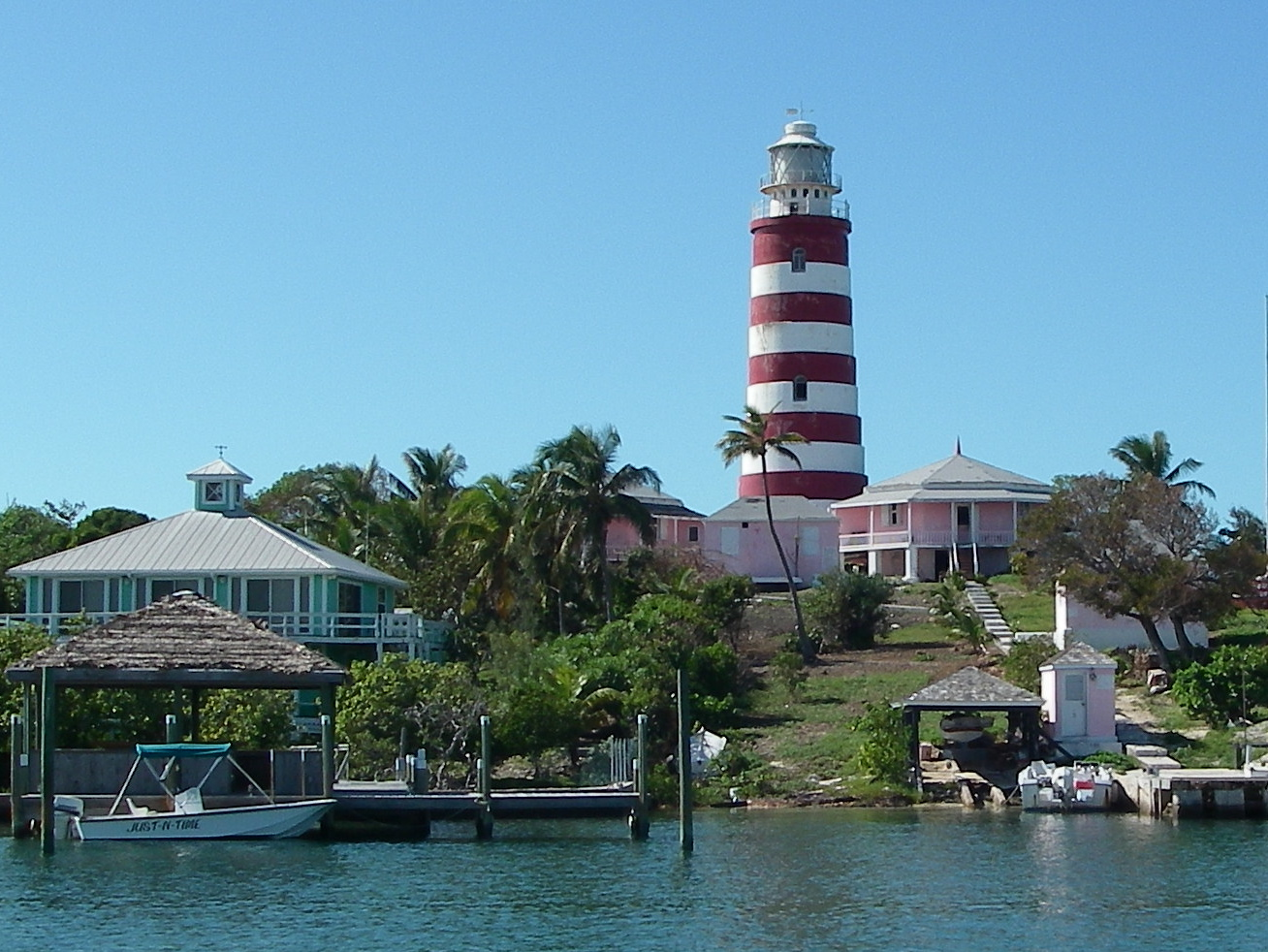
Il faro, tratto distintivo di Hope Town

Le isole sono una nota meta turistica e una trafficata base portuale.
Sono presenti sei Parchi Nazionali nelle Abaco:
- Parco Marino di Pelican Cay
- Parco Nazionale delle Abaco
- Riserva Nazionale di Black Sound Cay
- Riserva Nazionale di Walker's Cay
- Riserva Nazionale di Tilloo Cay
- Fowl Cays National Reserve

## Trasporti
Sull'arcipelago sono attivi gli aeroporti di Marsh Harbour e Treasure Cay. Il 25 agosto 2001 l'aeroporto di Marsh è stato teatro di un incidente che costò la vita a 9 persone, tra cui la cantante R&B Aaliyah.
Le isole esterne possono essere raggiunti da traghetti gestiti da Alburys Ferry Service and Green Turtle Ferry. Il Bahamas Fast Ferry fa da spola tra Nassau e Sandy Point nell'estremità sudorientale dell'Abaco. Sulle isole principali sono disponibili barche ed automobili, mentre nelle isole più piccole vengono usati quasi esclusivamente biciclette, scooter, ed altri mezzi di trasporto leggeri.

## Economia
Le isole Abaco sono state per molto tempo famose per la costruzione di navi. I principali prodotti di esportazione sono frutta, legno e perle. Le aragoste sono esportate principalmente negli Stati Uniti.

## Ambiente
Le isole Abaco vantano importanti aree naturalistiche, tra le quali barriere coralline, habitat terrestri e grandi foreste vergini di Pino Bahamense (Pinus caribaea var. bahamensis). Sono presenti numerose specie aviarie tra cui l'Amazona leucocephala bahamensis. Oltre che in queste isole, questa specie che vive soltanto a Cuba, nelle Isole Cayman e nella parte sudorientale delle Bahamas. Particolarità della popolazione di questi uccelli nelle Abaco è che nidificano in cavità calcaree invece che in alberi. Le Abaco sono inoltre note per le strutture di coralli e per il cavallo Barb delle Abaco, in pericolo di estinzione.
Alcuni gruppi locali si battono per la preservazione della fauna e dell'ambiente, come in un recente caso a Great Guana Cay.